# Gruna Veio de Aurélio
A caverna Veio de Aurélio é uma gruta localizada na cidade de Andaraí, próxima ao povoado de Igatu, na Chapada Diamantina, região central do estado brasileiro da Bahia.
Nessa caverna foi registrada a existência de uma espécie de Philosciidae, troglóbia.